# Energia nucleare in Canada
Nel 2011 l'energia nucleare in Canada ha generato il 15,3% dell'energia elettrica prodotta in totale nel Paese.
A dicembre 2012, sono presenti in questa nazione 5 centrali elettronucleari in funzione (Bruce, Darlington e Pickering nell'Ontario, Gentilly in Québec e Point Lepreau in Nuovo Brunswick) che dispongono complessivamente di 20 reattori operativi e 3 dismessi.
Non si stanno edificando nuove centrali elettronucleari.
Vi sono anche altre 2 centrali elettronucleari chiuse con un reattore ciascuna, Douglas Point e Rolphton NPD, entrambe nell'Ontario.

## Centrali elettronucleari
Tutti i dati della tabella sono aggiornati a maggio 2018
| Reattori operativi                                                                                             |                    |           |                    |                                    |                                   |                        |
| Centrale | Potenza netta (MW) | Tipologia | Inizio costruzione | Allacciamento alla rete            | Produzione commerciale            | Dismissione (prevista) |
| Bruce (Reattore 1)                                                                                             | 760                | CANDU     | 1º giugno 1971     | 14 gennaio 1977                    | 1º settembre 1977                 | 2035                   |
| Bruce (Reattore 2)                                                                                             | 760                | CANDU     | 1º dicembre 1970   | 4 settembre 1976                   | 1º settembre 1977                 | 2035                   |
| Bruce (Reattore 3)                                                                                             | 750                | CANDU     | 1º luglio 1972     | 12 dicembre 1977                   | 1º febbraio 1978                  | 2036                   |
| Bruce (Reattore 4)                                                                                             | 750                | CANDU     | 1º settembre 1972  | 21 dicembre 1978                   | 18 gennaio 1979                   | 2036                   |
| Bruce (Reattore 5)                                                                                             | 817                | CANDU     | 1º giugno 1978     | 2 dicembre 1984                    | 1º marzo 1985                     |                        |
| Bruce (Reattore 6)                                                                                             | 817                | CANDU     | 1º gennaio 1978    | 26 giugno 1984                     | 14 settembre 1984                 |                        |
| Bruce (Reattore 7)                                                                                             | 817                | CANDU     | 1º maggio 1979     | 22 febbraio 1986                   | 10 aprile 1986                    |                        |
| Bruce (Reattore 8)                                                                                             | 817                | CANDU     | 1º agosto 1979     | 9 marzo 1987                       | 22 maggio 1987                    |                        |
| Darlington (Reattore 1)                                                                                        | 878                | CANDU     | 1º aprile 1982     | 19 dicembre 1990                   | 14 novembre 1992                  | 2025                   |
| Darlington (Reattore 2)                                                                                        | 878                | CANDU     | 1º settembre 1981  | 15 gennaio 1990                    | 9 ottobre 1990                    | 2025                   |
| Darlington (Reattore 3)                                                                                        | 878                | CANDU     | 1º settembre 1984  | 7 dicembre 1992                    | 14 febbraio 1993                  | 2025                   |
| Darlington (Reattore 4)                                                                                        | 878                | CANDU     | 1º luglio 1985     | 17 aprile 1993                     | 14 giugno 1993                    | 2025                   |
| Pickering (Reattore 1)                                                                                         | 515                | CANDU     | 1º giugno 1966     | 4 aprile 1971                      | 29 luglio 1971                    | 2022                   |
| Pickering (Reattore 4)                                                                                         | 515                | CANDU     | 1º maggio 1968     | 21 maggio 1973                     | 17 giugno 1973                    | 2022                   |
| Pickering (Reattore 5)                                                                                         | 516                | CANDU     | 1º novembre 1974   | 19 dicembre 1982                   | 10 maggio 1983                    | 2024                   |
| Pickering (Reattore 6)                                                                                         | 516                | CANDU     | 1º ottobre 1975    | 8 novembre 1983                    | 1º febbraio 1984                  | 2024                   |
| Pickering (Reattore 7)                                                                                         | 516                | CANDU     | 1º marzo 1976      | 17 novembre 1984                   | 1º gennaio 1985                   | 2024                   |
| Pickering (Reattore 8)                                                                                         | 516                | CANDU     | 1º settembre 1976  | 21 gennaio 1986                    | 28 febbraio 1986                  | 2024                   |
| Point Lepreau                                                                                                  | 660                | CANDU     | 1º maggio 1975     | 11 settembre 1982                  | 1º febbraio 1983                  | 2037                   |
| Totale: 19 reattori per complessivi 13.554 MW                                                                  |                    |           |                    |                                    |                                   |                        |
| Reattori in costruzione                                                                                        |                    |           |                    |                                    |                                   |                        |
| Centrale | Potenza netta (MW) | Tipologia | Inizio costruzione | Allacciamento alla rete (Prevista) | Produzione commerciale (Prevista) | Costo (Previsto)       |
| Totale: 0 reattori per complessivi 0 MW                                                                        |                    |           |                    |                                    |                                   |                        |
| Reattori pianificati ed in fase di proposta                                                                    |                    |           |                    |                                    |                                   |                        |
| Totale programmati: 2 reattori per complessivi 1.500 MW Totale proposti: 0 reattori per oltre 0 MW complessivi |                    |           |                    |                                    |                                   |                        |
| Reattori in arresto a lungo termine                                                                            |                    |           |                    |                                    |                                   |                        |
| Totale: 0 reattori per complessivi 0 MW                                                                        |                    |           |                    |                                    |                                   |                        |
| Reattori dismessi                                                                                              |                    |           |                    |                                    |                                   |                        |
| Centrale | Potenza netta (MW) | Tipologia | Inizio costruzione | Allacciamento alla rete            | Produzione commerciale            | Dismissione            |
| Douglas Point                                                                                                  | 206                | CANDU     | 1º febbraio 1960   | 7 gennaio 1967                     | 26 settembre 1968                 | 4 maggio 1984          |
| Gentilly (Reattore 1)                                                                                          | 250                | HWLWR     | 1º settembre 1966  | 5 aprile 1971                      | 1º maggio 1972                    | 1º giugno 1977         |
| Gentilly (Reattore 2)                                                                                          | 635                | CANDU     | 1º aprile 1974     | 4 dicembre 1982                    | 1º ottobre 1983                   | 28 dicembre 2012       |
| Pickering (Reattore 2)                                                                                         | 515                | CANDU     | 1º settembre 1966  | 6 ottobre 1971                     | 30 dicembre 1971                  | 28 maggio 2007         |
| Pickering (Reattore 3)                                                                                         | 515                | CANDU     | 1º dicembre 1967   | 3 maggio 1972                      | 1º giugno 1972                    | 31 ottobre 2008        |
| Rolphton NPD                                                                                                   | 22                 | CANDU     | 1º gennaio 1958    | 4 giugno 1962                      | 1º ottobre 1962                   | 1º agosto 1987         |
| Totale: 6 reattori per complessivi 2.143 MW                                                                    |                    |           |                    |                                    |                                   |                        |